# 25109 Хофвін
25109 Хофвін (25109 Hofving) — астероїд головного поясу, відкритий 14 вересня 1998 року.
Тіссеранів параметр щодо Юпітера — 3,490.